# Philippe Bernold
Pour les articles homonymes, voir Bernold (homonymie).
Philippe Bernold, né le 8 septembre 1960 à Colmar, est un musicien français, flûtiste, chef d'orchestre et professeur de musique de chambre et de flûte au CNSMDP.

## Biographie
Philippe Bernold commence ses études musicales dans sa ville natale (Colmar) en étudiant la flûte, puis l’harmonie et la direction d'orchestre sous la conduite de René Matter, disciple de Münch.
Entré au Conservatoire national supérieur de musique de Paris, il obtient le premier prix de flûte et est nommé l'année suivante, à l’âge de 23 ans, première flûte solo de l'Orchestre de l'Opéra national de Lyon,. En 1987, il obtient le Premier grand prix du Concours international Jean-Pierre Rampal et démarre une carrière de soliste. Pour la chaîne Mezzo, Philippe Bernold dirige plusieurs programmes avec le Sinfonia Varsovia. Avec l’Orchestre de chambre de Paris, il enregistre les 2 concertos pour flûte, ainsi que le concerto pour flûte et harpe de Mozart (avec Emmanuel Ceysson, harpiste) comme soliste et chef.  
Son premier disque lui vaudra en 1989 le grand prix de l’Académie Charles Cros. Depuis, Philippe Bernold a réalisé plus d’une vingtaine d’enregistrements pour Harmonia Mundi, EMI, Lyrinx, etc. Avec le pianiste Alexandre Tharaud, il réalise plusieurs enregistrements couronnés du « Choc » (Monde de la Musique) et du « Diapason d'Or ». 
Le 1er janvier 1990, Philippe Bernold publie sa première méthode intitulée La Technique d'embouchure, éditée par La Stravaganza.
Il revient à la direction d'orchestre en 1994 ; il fonde, encouragé par son maître John Eliot Gardiner Les Virtuoses de l’Opéra de Lyon. Cet ensemble rencontre le succès. Il est recruté en qualité de chef stagiaire à l’Orchestre de Bretagne, où il dirige une vingtaine de concerts durant la saison 1999/2000. 
Il est invité à diriger des ensembles comme le Sinfonia Varsovia pour les « Folles journées » de Lisbonne, Bilbao, Nantes et Varsovie, l'Orchestre de l'Opéra National de Lyon, l'Orchestre d'Auvergne, l’Orchestre de l’Opéra de Marseille et de Toulon, l’Orchestre Philharmonique de Baden-Baden, Kanazawa Ensemble au Japon, l’Orchestre de chambre de Paris, l’Orchestre de chambre de Genève, le Philharmonia de Prague, Janacek Philharmonie, Wiener Kammerorchester, Cappella Istropolitana, dont il est le premier chef invité depuis 2003. A Caracas (Venezuela) il dirige l'Orchestre Simon Bolivar (directeur musical, Gustavo Dudamel). 
Il est le partenaire des solistes M. Portal, V. Gens, L. Korcia, R. & G. Capuçon, F. Say, M. Nordmann, S. Nakariakov, C. Tiberghien et G. Opitz.
Son disque Caprice, avec Ariane Jacob, est nommé aux Victoires de la musique en 2010. 
Depuis 2017, Philippe Bernold est directeur artistique chargé de la programmation pour le festival Saou Chante Mozart.
En 2018, Philippe Bernold publie sa deuxième méthode intitulée Le souffle, le son, aux éditions Billaudot.

## Discographie
- Mozart : Sonates KV 376, KV 296,KV 377 (1991)
- Romances et chants d'oiseaux, (1994)
- Claude Debussy : Sonate pour flûte, alto et harpe (1998)
- Francis Poulenc : Sonate pour flûte et piano (1999)
- Glass Harmonica (2001)
- Auric, Poulenc, le groupe des six (2006)
- Bach : Keyboard Concertos (2007)
- Tabakov : Concerto For 2 Flutes (2007)
- La flûte soliste au XXe siècle, (2008)
- Caprice (2008)
- Mozart : Concerto pour flûte et harpe (2016)